# 蒂赫拉斯 (新墨西哥州)
蒂赫拉斯（英語：Tijeras）是位於美國新墨西哥州伯納利歐縣的村。

## 人口
根據2020年美國人口普查的數據，蒂赫拉斯的面積為2.95平方千米，當中陸地面積為2.93平方千米，而水域面積為0.01平方千米。當地共有人口465人，而人口密度為每平方千米158人。